# Elyas M’Barek
Elyas M’Barek (arabul: إلياس مبارك, München, 1982. május 29.–) apai ágon tunéziai származású osztrák színész, aki Németországban él és nőtt fel.

## Fiatalkora és családja
Anyja osztrák ápolónő, apja programozó Tunéziából. Egy öccse van. 13 évesen Mettenben került egy katolikus iskolába. 22 évesen fejezte be az iskolát.

## Filmográfia

### Film
| Év   | Magyar cím                                 | Eredeti cím                           | Szerep                 | Magyar hang       |
| ---- | ------------------------------------------ | ------------------------------------- | ---------------------- | ----------------- |
| 2008 | A hullám                                   | Die Welle                             | Sinan                  | Molnár Levente    |
| 2010 | Titkosügynök a férjem                      | Undercover Love                       | Sam McPhearson (SK-10) | Dolmány Attila    |
| 2012 | Török kezdőknek                            | Türkisch für Anfänger                 | Cem Öztürk             | Szabó Máté        |
| 2012 | Ötösfogat                                  | Fünf Freunde                          | Tierfilmer Vince       | Tóth Roland       |
| 2013 | Az orvosdoktor                             | The Physician                         | Karim                  | Láng Balázs       |
| 2013 | Fák jú, Tanár úr!                          | Fack ju Göhte                         | Zeki Müller            | Szabó Máté        |
| 2013 | A végzet ereklyéi: Csontváros              | The Mortal Instruments: City of Bones | Raphael Santiago       |                   |
| 2014 | Who Am I – Egy rendszer sincs biztonságban | Who Am I – Kein System ist sicher     | Max                    | Karácsonyi Zoltán |
| 2015 | Fák jú, Tanár úr! 2.                       | Fack ju Göhte 2                       | Zeki Müller            | Szabó Máté        |
| 2016 | Isten hozott Németországban!               | Willkommen bei den Hartmanns          | Dr. Tarek Berger       | Horváth Illés     |
| 2017 | Az a hülye szív                            | This Crazy Heart                      | Lenny Reinhard         | Szabó Máté        |
| 2017 | Fák jú, Tanár úr! 3.                       | Fack ju Göhte 3                       | Zeki Müller            | Szabó Máté        |
| 2017 |                                            | Bullyparade – Der Film                | indián (cameo)         |                   |
| 2019 | Nyílt titkok                               | Das perfekte Geheimnis                | Leo Keschwari          | Szabó Máté        |
| 2019 | Collini nem beszél                         | The Collini Case                      | Caspar Leinen          | Szabó Máté        |
| 2020 | Őrült kalandok                             | Nightlife                             | Milo                   |                   |
| 2022 |                                            | Liebesdings                           | Marvin Bosch           |                   |
| 2022 |                                            | Tausend Zeilen                        | Juan Romero            |                   |
| 2024 | Fák jú, Chantal                            | Chantal im Märchenland                | Zeki Müller            | Szabó Máté        |